# Blumberger Park

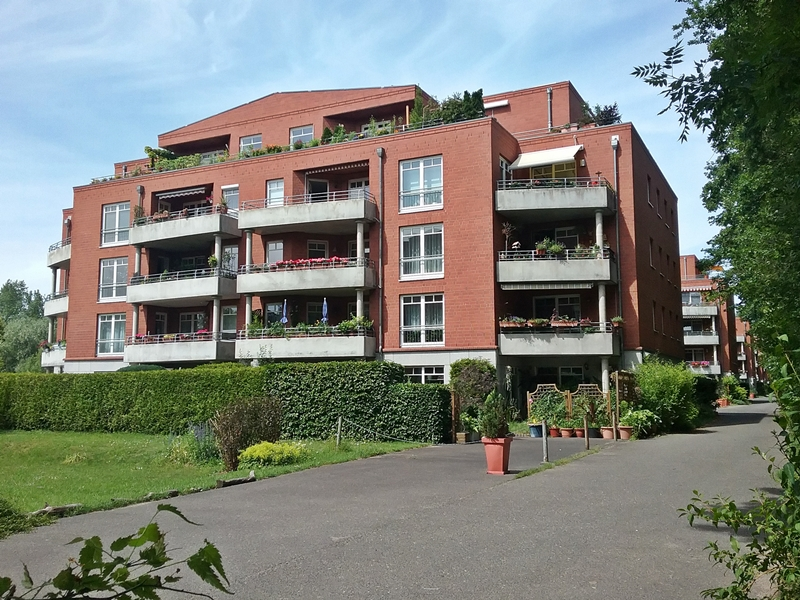
Blumberger Park

Der Blumberger Park ist eine Eigentumswohnanlage im Berliner Ortsteil Biesdorf des Bezirks Marzahn-Hellersdorf.

## Geschichte
Die Eigentumswohnanlage Blumberger Park wurde in den Jahren 1996 und 1998/1999 zwischen der Altentreptower Straße und dem Buckower Ring sowie zwischen dem Blumberger Damm und dem Areal des Wilhelm-Griesinger-Krankenhauses gebaut. Es sollten insgesamt 850 Wohnungen nach den Plänen von Klaus Theo Brenner (Städtebau), Jens Willing, Sabine Meier (Entwurf) durch die pgn-Unternehmensgruppe Bremen mit einem Aufwand von 300 Millionen Mark entstehen. Vorher mussten die alten Fernwärme- und Hochspannungsleitungen entfernt werden, dabei gab es am 18. November 1996 einen Zwischenfall. Ein Kran-Container hob eine 220-kV-Leitung an und löste dabei eine Großhavarie aus. Dadurch war die Stromversorgung in acht östlichen Stadtbezirken für die Dauer von zwei Stunden und 39 Minuten unterbrochen. Die Bauarbeiten begannen mit Verspätungen Mitte des Jahres 1997. Der erste Bauabschnitt zwischen der Altentreptower Straße und der Warener Straße wurde im Jahr 2000 abgeschlossen, der zweite Bauabschnitt zwischen der Warener Straße und dem Buckower Ring wird nicht realisiert, weil der Investor insolvent wurde. Ende des Jahres 2000 entstand noch eine Tiefgarage und im Jahr 2001 wurde der Mäanderbau (versetzte Gebäude parallel zum Blumberger Damm) begonnen.